# غرايم مارتن
غرايم مارتن (بالإنجليزية: Graeme Martin)‏ هو متسابق يخت أسترالي، ولد في 11 مارس 1949 في برث في أستراليا.